# Catenaan

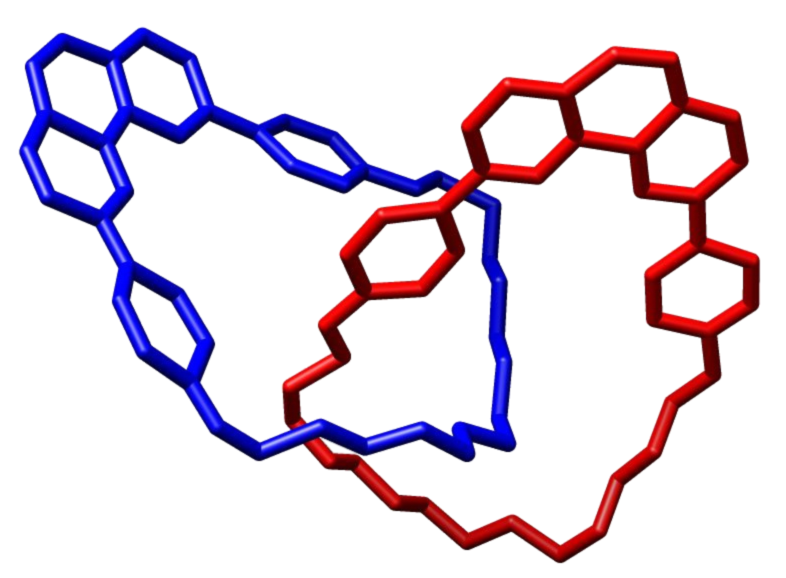
Staafmodel van een catenaan (Sauvage et al., Chem. Commun., 1985, 244-247).

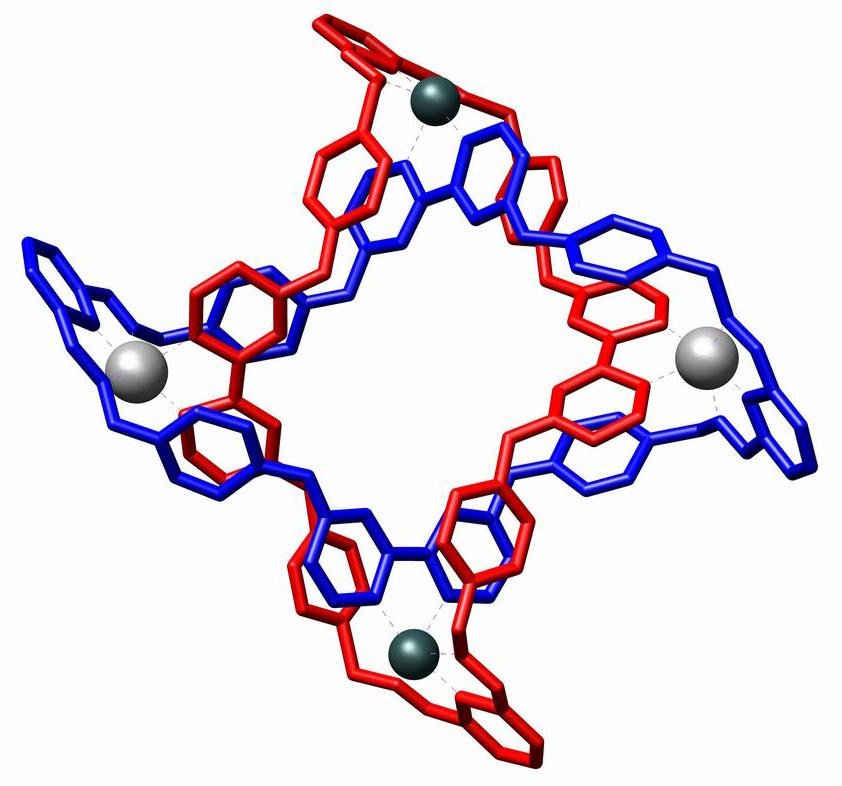
Staafmodel van een catenaan in de vorm van een Salomonsknoop.

Een catenaan is een samenstelling van twee of meer ringvormige of macrocyclische moleculen, die in elkaar gehaakt zijn. Er is geen covalente binding tussen de moleculen, maar wel een mechanische binding. De term catenaan is afgeleid van het Latijnse woord catena (ketting). De moleculen in een catenaan lijken immers op de schakels van een ketting. De term werd voorgesteld door E. Wasserman, die in 1960 de eerste synthese van een catenaan publiceerde.

## Nomenclatuur
Het aantal cyclische moleculen in een catenaan wordt tussen vierkante haakjes geschreven vóór het woord catenaan. De eenvoudigste catenaan is een [2]catenaan waarin de twee moleculen met elkaar verbonden zijn in het chemisch equivalent van een Hopf-schakel, waarbij ze elkaar eenmaal kruisen. Men heeft echter ook complexere catenanen gesynthetiseerd, zoals de salomonsknoop waarbij twee moleculen elkaar tweemaal kruisen, of een davidsterconfiguratie waarbij ze elkaar driemaal kruisen.
Olympiadaan is een [5]catenaan, opgebouwd uit vijf macrocyclische moleculen, die een ketting van vijf schakels vormen zoals de vijf ringen op de Olympische vlag.

## Synthese
Er zijn twee soorten synthese van catenanen: de statistische benadering en de gerichte synthese of zelfassemblage. Bij de statistische benadering baseert men zich op het toeval: wanneer de cyclisatie of ringsluiting van een lineair molecuul tot een macrocyclisch molecuul gebeurt in aanwezigheid van een andere macrocyclische verbinding is er statistisch gezien een kleine kans dat die reactie resulteert in een catenaan. Maar omdat die kans zo klein is, is de opbrengst van dergelijke reacties ook gering. Deze methode is daarom hoofdzakelijk van historisch belang. De eerste catenaansynthese, gepubliceerd door Wasserman, volgde deze weg. Hij voerde een cyclisatie uit van een lange diester in aanwezigheid van een cycloalkaan met 34 koolstofatomen. De opbrengst aan catenaan bedroeg ongeveer 1%.
Zelfassemblage is de spontane en reversibele vorming van moleculen of ionen tot grotere, complexe supramoleculaire entiteiten gebaseerd op intrinsieke informatie vervat in de moleculen zelf. Hierbij maakt men gebruik van niet-covalente wisselwerkingen zoals waterstofbruggen, donor-acceptorbindingen of Coulomb-interacties om de precursoren van de catenanen in een gewenste positie ten opzichte van elkaar te brengen vooraleer de ringvorming gebeurt. Op deze manier kunnen opbrengsten van meer dan 90% bekomen worden. Men gebruikt ook de term template-directed synthesis (sjabloongestuurde synthese) voor dergelijke syntheses.
Bij zelfassemblage gebruikt men vaak als tussenproduct een pseudorotaxaan, die bestaat uit een lineaire molecule met daarrond een macrocyclische molecule, die op haar plaats wordt gehouden door bijvoorbeeld een donor-acceptorbinding tussen de beide moleculen. De delen van de moleculen die daarbij betrokken zijn noemt men recognition sites. De cyclisatie van het lineaire molecuul resulteert dan in een catenaan. Nota bene dat uit hetzelfde pseudorotaxaan men ook een rotaxaan kan vormen als men aan de uiteinden van het lineaire molecuul zogenaamde stoppers aanbrengt, volumineuze groepen die verhinderen dat het macrocyclische molecule van het lineaire molecule zou afglijden.

## Eigenschappen en (potentiële) toepassingen

Dit catenaan is een moleculaire schakelaar die met licht wordt bediend. In de ene ring is een azobenzeengroep ingebouwd (rood) die onder invloed van licht kan veranderd worden van de Z- naar de E-stereoisomeer. In de ring zijn twee paraquat-groepen ingebouwd. De tweede ring is een polyetherring (blauw) met twee benzeenringen die een affiniteit bezitten voor de paraquatgroepen. In de E- of trans-vorm kan de polyetherring vrij roteren rond een paraquatgroep. Maar in de Z- of cis-vorm wordt die beweging gestopt.

Omdat er geen covalente binding is tussen de moleculen in een catenaan, bestaat de mogelijkheid dat deze moleculen ten opzichte van elkaar roteren. Dat kan onder invloed van een externe prikkel, zoals een temperatuursverandering of een elektrische spanning.
Hierop is een mogelijke toepassing van catenanen gebaseerd, met name als moleculaire schakelaar. Wanneer een van de twee moleculen twee recognition sites heeft, kan een externe prikkel zoals een elektrische spanning, ervoor zorgen dat die molecuul roteert zodanig dat de donor-acceptorbinding verspringt van de ene naar de andere site. Dit opent de mogelijkheid om catenanen (en rotaxanen) te gebruiken in nano-elektronische schakelingen en computergeheugens.